# Bierzów (Skarbimierz)
Bierzów  (deutsch Bärzdorf) ist ein Dorf in Niederschlesien. Der Ort liegt in der Gmina Skarbimierz im Powiat Brzeski in der polnischen Woiwodschaft Oppeln.

## Geographie

### Geographische Lage
Das Angerdorf Bierzów liegt rund neun Kilometer südwestlich vom Gemeindesitz Skarbimierz (Hermsdorf), ca. 13 Kilometer südwestlich der Kreisstadt Brzeg (Brieg) und rund 55 Kilometer nordwestlich der Woiwodschaftshauptstadt Oppeln. Der Ort liegt in der Nizina Śląska (Schlesische Tiefebene) innerhalb der Równina Grodkowska (Grottkauer Ebene). 
Durch den Ort führt die Woiwodschaftsstraße Droga wojewódzka 403.

### Nachbarorte
Nachbarorte von Bierzów sind im Norden Łukowice Brzeskie (Laugwitz) und im Südwesten Kłosów (Klosdorf).

## Geschichte

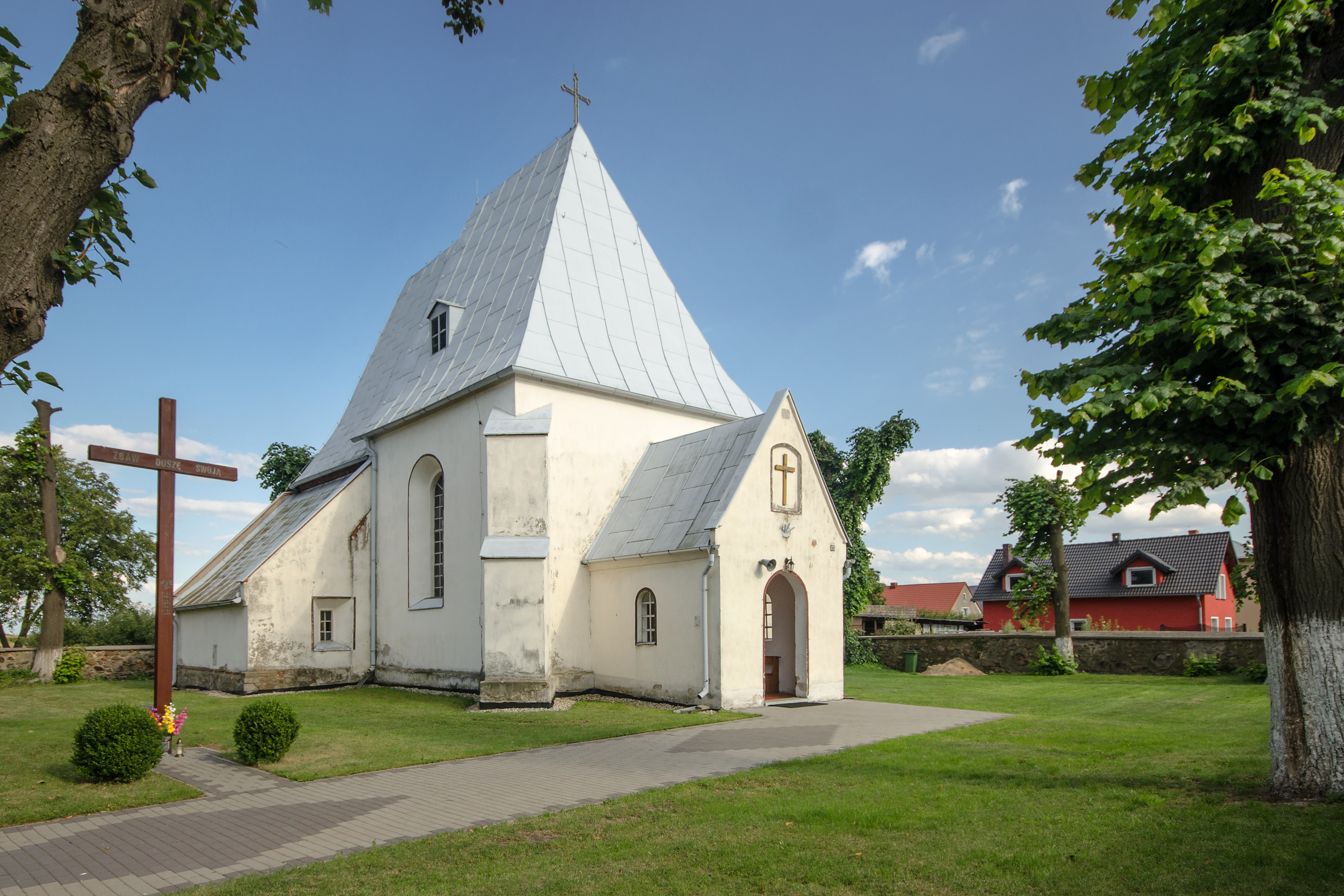
St.-Peter-und-Paul-Kirche

1335 wird erstmals eine Kirche im Ort erwähnt.
Nach dem Ersten Schlesischen Krieg 1742 fiel Bärzdorf zusammen mit dem größten Teil Schlesiens an Preußen.
Nach der Neugliederung Preußens gehörte die Landgemeinde Bärzdorf ab 1815 zur Provinz Schlesien und war ab 1816 dem Landkreis Brieg eingegliedert, mit dem es bis 1945 verbunden blieb. 1874 wurde der Amtsbezirk Mollwitz gegründet, welcher die Landgemeinden Bärzdorf, Grüningen, Laugwitz und Mollwitz umfasste. 1885 zählte der Ort 274 Einwohner.
1933 zählte Bärzdorf 188, 1939 wiederum 204 Einwohner. Bis 1945 befand sich der Ort im Landkreis Brieg.
Als Folge des Zweiten Weltkriegs fiel Bärzdorf wie fast ganz Schlesien 1945 an Polen, wurde in Bierzów umbenannt und der Woiwodschaft Breslau angegliedert. Die deutsche Bevölkerung wurde, soweit sie nicht vorher geflohen war, weitgehend vertrieben. Die neu angesiedelten Bewohner waren zum Teil Heimatvertriebene aus Ostpolen. 1950 kam der Ort zur Woiwodschaft Oppeln. 1999 kam der Ort zum Powiat Brzeski.

## Sehenswürdigkeiten
- Die römisch-katholische St.-Peter-und-Paul-Kirche wurde im 15. Jahrhundert errichtet. Zwischen 1534 und 1945 diente der Kirchenbau der protestantischen Gemeindehaus als Gotteshaus. Ende des 17. Jahrhunderts wurde der Kirchenbau erweitert. Die Kirche ist umgeben von einer steinernen Mauer.[1] Die Kirche steht seit 1964 unter Denkmalschutz.[5]